# 13 (ブラーのアルバム)
『13』（サーティーン）は、イギリスのオルタナティヴ・ロック・バンド、ブラーの6枚目のスタジオ・アルバム。

## 収録曲
特筆のない限り、作詞・デーモン・アルバーン、作曲・アルバーン、グレアム・コクソン、アレックス・ジェームス、デイヴ・ロウントゥリー。
1. テンダー - "Tender" – 7:40
グレアムのボーカル・パートを設置し、デーモンとの掛け合いを演出する哀愁漂うスロウ・バラード。全英2位。バックにロンドン・コミュニティ・ゴスペル・クワイアによる大掛かりなコーラスを動員している。グレアムも作詞に参加し、サビの「Oh My Baby」のフレーズも、グレアムが発案。
2. バグマン - "Bugman" – 4:47
3. コーヒー&TV – "Coffee & TV" - 5:58
作詞とヴァース部分のボーカルをグレアム、作曲とコーラスをデーモンが担当。プロモーション・ビデオもグレアムを題材に作られている。ちなみにこのビデオはNMEアワード、チャンネル4・グレイテストビデオなどを受賞し、世界中のモダン・ロック・チャンネル上での大量オンエアを獲得した評判の人気クリップとなった。またこの曲はトップ10入りが確実だったが、一部の大型レコード店のセールスが集計されないというチャートミスが起こり、トップ10入りを逃す(全英11位)珍事が起きた。アメリカ製作のサスペンス映画『クルーエル・インテンションズ』サウンドトラックにも収録。
4. スワンプ・ソング – "Swamp Song" - 4:36
5. "1992" – 5:29
6. "B.L.U.R.E.M.I." – 2:52
7. バトル – "Battle" - 7:43
8. メロウ・ソング – "Mellow Song" - 3:56
9. トレイラーパーク – "Trailerpark" - 4:26
10. キャラメル – "Caramel" - 7:38
11. トリム・トラブ – "Trimm Trabb" - 5:37
12. ノー・ディスタンス・レフト・トゥ・ラン – "No Distance Left to Run" - 3:27
グレアムの哀愁漂うギターワークから始まりデーモンが切なく歌い上げている。長年のパートナーだったジャスティーン・フリッシュマンと別れた当時のデーモンの心境を赤裸々に表現した、パーソナルなバラード曲。1999年発売のDVDや、2010年のドキュメンタリー映画のタイトルにもなっている。メンバーの就寝姿を暗視カメラで撮影したビデオ・クリップが話題を呼んだ。
13. オプティガン1 – "Optigan 1" - 2:34

日本版ボーナストラック
1. アイ・ゴット・ロウ - "I Got Law" (demo version)
このデモは後に、デーモンのサイド・プロジェクトであるゴリラズのデビュー・シングル「トゥモロウ・カムス・トゥデイ」として発表されている。